# Ракитје
Ракитје је насељено место у саставу града Света Недеља у Загребачкој жупанији, Хрватска. До територијалне реорганизације у Хрватској налазило се у саставу старе загребачке приградске општине Самобор.

## Становништво
На попису становништва 2011. године, Ракитје је имало 2.301 становника.

## Попис 1991.
На попису становништва 1991. године, насељено место Ракитје је имало 1.615 становника, следећег националног састава:
| Попис 1991.‍   | Попис 1991.‍  | Попис 1991.‍ | Попис 1991.‍ | Попис 1991.‍ |
| ------------- | ------------ | ----------- | ----------- | ----------- |
|               |              |             |             |             |
| Хрвати        | Хрвати       |             | 1.528       | 94,61%      |
| Срби          | Срби         |             | 15          | 0,92%       |
| Муслимани     | Муслимани    |             | 13          | 0,80%       |
| Југословени   | Југословени  |             | 6           | 0,37%       |
| Словенци      | Словенци     |             | 6           | 0,37%       |
| Мађари        | Мађари       |             | 3           | 0,18%       |
| остали        | остали       |             | 1           | 0,06%       |
| неопредељени  | неопредељени |             | 11          | 0,68%       |
| регион. опр.  | регион. опр. |             | 5           | 0,30%       |
| непознато     | непознато    |             | 27          | 1,67%       |
| укупно: 1.615 |              |             |             |             |